# 博肯斯多夫
博肯斯多夫是德国下萨克森州的一个市镇。总面积14.49平方公里，总人口941人，其中男性483人，女性458人（2011年12月31日），人口密度65人/平方公里。